# Hailey Baptiste
Hailey Baptiste (* 3. November 2001 in Washington, D.C.) ist eine US-amerikanische Tennisspielerin.

## Karriere
Baptiste, die am liebsten auf Hartplätzen spielt, begann im Alter von vier Jahren mit dem Tennis und bevorzugt Sandplätze. Sie spielte bislang hauptsächlich auf der ITF Women’s World Tennis Tour, wo sie bereits vier Titel im Einzel und zwei im Doppel gewinnen konnte.
Bei den French Open 2017 erreichte sie im Juniorinneneinzel das Achtelfinale.
Bei den Mercer Tennis Classic 2018 erreichte sie das Viertelfinale, wo sie der späteren Finalistin Verónica Cepede Royg mit 4:6 und 4:6 unterlag. Bei den US Open 2018 erreichte sie mit ihrer Partnerin Dalayna Hewitt das Finale des Juniorinnendoppels, das die beiden mit 3:6 und 2:6 gegen die Paarung Cori Gauff und Catherine McNally verloren.
Ihr Debüt auf der WTA Tour gab Baptiste bei den Citi Open 2019, wo sie mit einer Wildcard im Hauptfeld startete. Dort gelang ihr ein Sieg in ihrem Auftagtmatch gegen ihre an Position zwei gesetzte Landsfrau Madison Keys, die sie mit 7:64 und 6:2 schlug.
Ihren bisher einzigen Titel auf der WTA-Tour gewann Hailey im Jahr 2021 im Doppel in Charleston gemeinsam mit Catherine McNally.

## Turniersiege

### Einzel
| Nr. | Datum             | Turnier    | Kategorie | Belag     | Finalgegnerin    | Ergebnis       |
| --- | ----------------- | ---------- | --------- | --------- | ---------------- | -------------- |
| 1.  | 27. Januar 2019   | Plantation | ITF W25   | Sand      | Anna Bondár      | 7:5, 6:76, 6:2 |
| 2.  | 16. Juni 2019     | Sumter     | ITF W25   | Hartplatz | Victoria Duval   | 6:2, 7:5       |
| 3.  | 24. November 2019 | Tucson     | ITF W25   | Hartplatz | Marcela Zacarías | 4:6, 6:4, 6:3  |
| 4.  | 11. Juni 2023     | Caserta    | ITF W60   | Sand      | Raluca Șerban    | 6:3, 6:2       |

### Doppel
| Nr. | Datum             | Turnier    | Kategorie      | Belag             | Partnerin         | Finalgegnerinnen                   | Ergebnis          |
| --- | ----------------- | ---------- | -------------- | ----------------- | ----------------- | ---------------------------------- | ----------------- |
| 1.  | 18. April 2021    | Charleston | WTA 250        | Sand              | Catherine McNally | Ellen Perez Storm Sanders          | 6:74, 6:4, [10:6] |
| 2.  | 30. Januar 2022   | Orlando    | ITF W60        | Hartplatz         | Whitney Osuigwe   | Angela Kulikov Rianna Valdes       | 7:67, 7:5         |
| 3.  | 11. März 2023     | Boca Raton | ITF W25        | Sand              | Whitney Osuigwe   | Francesca Di Lorenzo Makenna Jones | 6:2, 6:2          |
| 4.  | 4. November 2023  | Midland    | WTA Challenger | Hartplatz (Halle) | Whitney Osuigwe   | Sophie Chang Ashley Lahey          | 2:6, 6:2, [10:1]  |
| 5.  | 12. November 2023 | Charleston | ITF W100       | Sand              | Whitney Osuigwe   | Nigina Abduraimova Carole Monnet   | 6:4, 3:6, [13:11] |
| 6.  | 10. Februar 2024  | Irapuato   | ITF W100       | Hartplatz         | Whitney Osuigwe   | Ann Li Rebecca Marino              | 7:5, 6:4          |
| 7.  | 22. Juni 2024     | Gaiba      | WTA Challenger | Rasen             | Alycia Parks      | Miriam Kolodziejová Anna Sisková   | 7:64, 6:2         |

## Abschneiden bei Grand-Slam-Turnieren

### Einzel
| Turnier         | 2019 | 2020 | 2021 | 2022 | 2023 | 2024 | 2025 | Karriere |
| --------------- | ---- | ---- | ---- | ---- | ---- | ---- | ---- | -------- |
| Australian Open | —    | Q2   | Q2   | 2    | Q1   | Q3   | 1    | 2        |
| French Open     | —    | —    | 2    | 1    | —    | 2    | AF   | AF       |
| Wimbledon       | —    |      | —    | —    | —    | Q2   | 3    | 3        |
| US Open         | Q2   | 1    | 1    | Q1   | Q1   | Q3   |      | 1        |

Zeichenerklärung: S = Turniersieg; F, HF, VF, AF = Einzug ins Finale / Halbfinale / Viertelfinale / Achtelfinale; 1, 2, 3 = Ausscheiden in der 1. / 2. / 3. Hauptrunde; Q1, Q2, Q3 = Ausscheiden in der 1. / 2. / 3. Qualifikationsrunde; nicht ausgetragen